# Побилково-Дуже (Мазовецьке воєводство)
Побилково-Дуже (пол. Pobyłkowo Duże) — село в Польщі, у гміні Покшивниця Пултуського повіту Мазовецького воєводства.
Населення — 154 особи (2011).
У 1975-1998 роках село належало до Цехановського воєводства.

## Демографія
Демографічна структура станом на 31 березня 2011 року:
|          | Загалом | Допрацездатний вік | Працездатний вік | Постпрацездатний вік |
| -------- | ------- | ------------------ | ---------------- | -------------------- |
| Чоловіки | 81      | 22                 | 54               | 5                    |
| Жінки    | 73      | 18                 | 41               | 14                   |
| Разом    | 154     | 40                 | 95               | 19                   |